# Ichneumon proletarius
Ichneumon proletarius là một loài tò vò trong họ Ichneumonidae.